# Limnonectes cintalubang
Espèce
Limnonectes cintalubang est une espèce d'amphibiens de la famille des Dicroglossidae.

## Répartition
Cette espèce est endémique du Sarawak en Malaisie.

## Publication originale
- Matsui, Nishikawa & Eto, 2014 : A new burrow-utilising fanged frog from Sarawak, East Malaysia (Anura: Dicroglossidae). Raffles Bulletin of Zoology, vol. 62, p. 679–687 (texte intégral).